# Diptychophlia
Diptychophlia é um gênero de gastrópodes pertencente a família Borsoniidae.

## Espécies
- Diptychophlia hubrechti Cunha, 2005
- Diptychophlia occata (Hinds, 1843)